# Ганс Шмайссер
Ганс Шмайссер (нім. Hans Schmeisser) — німецький інженер, конструктор зброї, брат відомого конструктора Хуго Шмайссера.

## Біографія
Життя і праця Ганса Шмайссера пов'язане з німецьким «містом зброї» Зулем. Його батько Луїс Шмайссер (1848–1917) також був одним з найвідоміших конструкторів зброї Європи. Ще до Першої світової війни він займався конструюванням і виробництвом кулеметів у фірмі Бергманн (нім. Bergmann).
Разом з братом Гуго Шмайссером (нім. Hugo Schmeisser) Ганс засновує в 1919 «Industriewerk Auhammer Koch und Co.» у Зулі. У Німеччині після Першої світової війни це підприємство погано працює.
Для захисту патентів Гуго і Ганс Шмайсер засновують літом 1922 року другу фірму під ім'ям «Брати Шмайссер» (нім. Gebrüder Schmeisser) в Зулі.